# Hamoud Ould Abdel Wedoud
 (août 2019).
Si vous disposez d'ouvrages ou d'articles de référence ou si vous connaissez des sites web de qualité traitant du thème abordé ici, merci de compléter l'article en donnant les références utiles à sa vérifiabilité et en les liant à la section « Notes et références ».
Hamoud Ould Abdel Wedoud est un homme d’État et chercheur mauritanien né en juillet 1930 à Akjoujt et décédé le 20 août 1992.
Il fut le père spirituel du contrôle financier mauritanien au lendemain de l’indépendance du pays.

## Biographie
- 1960 : Directeur du protocole du Président Moktar Ould Daddah.
- 1962 : Secrétaire général au ministère des Affaires étrangères sans ministre
- 1962-1963 : Ambassadeur de la Mauritanie en Afrique subsaharienne résidant à Abidjan.
- 1963 : rappelé d’urgence par le président Daddah et nommé commandant de Cercle à Néma avec des pouvoirs élargis
- 1964 : Directeur de l’administration territoriale au ministère de l’Intérieur
- Commandant de Cercle à Kiffa
- 1964-1966 : Directeur de la Fonction Publique, chargé de l'élaboration du statut général des fonctionnaires.
- 1966 : Commandant de Cercle à Kaédi
- 1967 : Directeur de la Planification
- 1968-1971 : Directeur général de deux sociétés de pêche (SOMIP et SOMAP) à Nouadhibou chargé de leur liquidation
- 1971-1979 : Contrôleur d’État avec rang de Ministre
- 1977-1979 : Gouverneur chargé de l’Administration de la partie du Sahara occidental : TIRIS EL GHARBIYYA issue de l’Accord de Madrid cumulativement avec sa fonction de contrôleur d’État.
- fin 1979 : Départ a la retraite

Il passa l'essentiel de son temps dans sa bibliothèque personnelle à Nouakchott .
Au soir de sa vie, il exerce la politique au côté du chef de l'opposition Monsieur Ahmed Ould Daddah. 
Il fut convié par le Président de la République Monsieur Maaouiya Ould Taya après les élections présidentielles de 1991 pour servir le pays au coté du président, mais Monsieur Hamoud lui réplique : "certes vous avez ramené l'ordre constitutionnel, mais vous n'avez pas appliqué la démocratie". 
Il resta au sein de l'opposition jusqu'à son décès en 1992. Son tombeau est à Lekhlij, à 50 km au sud d'Akjoujt, avec celui de son père Abderahmane Ould Abdel Wedoud, le tombeau de son grand père Aflouat Ould Maouloud est à Birig'ni, à 100 km à l'ouest d'Akjoujt.

## Sources
- Les élites africaines, Édiafric, 1972, p. 182
- Mokhtar Ould Daddah, La Mauritanie contre vents et marées,2003, p. 660
- Marchés tropicaux et méditerranéens, Volume 32,
- Attilio Gaudio, Le Dossier de la Mauritanie, 1978, p. 285
- Western Sahara,Besenyő János,2009, p. 104 ,https://books.google.co.ma/books?id=DlGfAgAAQBAJ&pg=PA104&lpg=PA104&dq=hamoud+abdel+wedoud+-kamil&source=bl&ots=XUYrsqXaZT&sig=ACfU3U3K79wzt_ri-58vYBnauhK4rKmiZQ&hl=en&sa=X&ved=2ahUKEwi7ituI_6TkAhX7QxUIHRTrAcQ4ChDoATABegQICRAB#v=onepage&q=hamoud%20abdel%20wedoud%20-kamil&f=false
- « Mauritanie : Ne les oublions pas : Hamoud Ould Abdel Wedoud », sur cridem.org (consulté le 12 juin 2023)
- « Hamoud Ould Abdel Wedoud, père du contrôle d’Etat », sur Mauriactu : mauritania al malouma, 15 juin 2016 (consulté le 12 juin 2023)
- Africa Research Bulletin, Blackwell, 1967, p. 899
- Official Records, Volume 1,UN, 1962, p. ?

- Delegations to the General Assembly,United Nations., 1962 - Diplomatic and consular service, p. 102
- Reprints from the Soviet Press, Volume 6, Issue 1, , p. 61
- Translations on Sub-Saharan Africa, Issues 1158-1165,,p. 204
- Daily Report: Asia & Pacific, Issues 197-215, The Service, 1967 - East Asia, p. 40,43,246
- The Daily Review, Volume 14,Jan 2, 1968,
- Delegations to the United Nations, p. 102
- Marchés tropicaux et méditerranéens, Volume 32 , 1976 - Africa, p. 198
- Les élites africaines , Édiafric, 1972 - Africa, Sub-Saharan, p. 182
- Translations on Near East and North Africa, Issues 1491-1501,Joint Publications Research Service, 1976 - Middle East, p. 74
- Sociétés et fournisseurs d'Afrique noire,1979 - Industries p. 430